# Subhuman Race
Subhuman Race är det tredje albumet av den amerikanska heavy metal-gruppen Skid Row (bortsett från EP:n B-Side Ourselves), utgiven den 28 mars 1995.
Denna gång hade bandet arbetat med producenten Bob Rock vilket resulterade i en mer alternativ metal-stil med spår liknande Anthrax och Red Hot Chili Peppers, samtidigt som de behöll sin Guns N' Roses-liknande hårdrock som var deras bas. Subhuman Race var det sista studioalbumet Sebastian Bach (sång) och Rob Affuso (trummor) medverkade på.
Albumets singlar var My Enemy, Into Another och Breakin' Down, alla utgivna 1995.

## Låtlista
1. My Enemy (Rob Affuso, Rachel Bolan, Scotti Hill) – 3:38
2. Firesign (Sebastian Bach, Bolan, Hill, Dave Sabo) – 4:54
3. Bonehead (Bolan, Sabo) – 2:16
4. Beat Yourself Blind (Bolan, Hill, Snake) – 5:02
5. Eileen (Affuso, Bach, Bolan, Snake) – 5:36
6. Remains to Be Seen (Bolan, Hill, Snake) – 3:34
7. Subhuman Race (Bolan, Hill, Snake) – 2:40
8. Frozen (Bolan, Snake) – 4:43
9. Into Another (Bolan, Snake) – 4:02
10. Face Against My Soul (Affuso, Bach, Bolan, Snake) – 4:20
11. Medicine Jar (Bolan, Hill, Snake) – 3:36
12. Breakin' Down (Snake) – 4:30
13. Ironwill (Affuso, Bolan, Hill, Snake) – 7:43

## Banduppsättning
- Sebastian Bach - sång
- Scotti Hill - gitarr
- Dave Sabo - gitarr
- Rachel Bolan - bas
- Rob Affuso - trummor